# 美濃市体育館
美濃市体育館（みのしたいいくかん）は、岐阜県美濃市にある美濃市が管理運営する体育館である。美濃市運動公園の施設。
美濃市の体育館にはこの他、洲原体育館と大矢田体育館がある。

## 施設
- アリーナ - 可能種目：バレーボール（2面）、バスケットボール（1面）、バドミントン（6面）

## 概要
- 所在地：〒501-3714 岐阜県美濃市曽代166-1

## アクセス
- 岐阜バス　「美濃市駅」から八幡線に乗車し「美濃橋」で下車。徒歩約10分。
- のり愛くん「体育館」停留所下車、徒歩すぐ。